# عبد الله بن حذافة السهمي
عبدُ الله بنُ حُذَافَةَ السَّهْميُّ، المكنى بِـ «أبي حُذافة». هو أحد صحابة النبي محمد صلى الله عليه وسلم الذين بعثوا إلى ملوك الأعاجم برسائل تدعوهم إلى الإسلام. وكانت رسالة عبد الله إلى كسرى ملك الفرس وذلك في السنة السادسة للهجرة. وفي السنة التاسعة عشر للهجرة خرج مع جيش المسلمين لمحاربة الروم في بلاد الشام وقد أسر عندهم. كان عبد الله قد هاجر إلى الحبشة بعد أن اشتد إيذاء المشركين في مكة للمسلمين. وشهد مع النبي محمد صلى الله عليه وسلم غزوة أحد وما بعدها من الغزوات، وشهد كذلك فتح مصر، وقد توفي فيها عام 33هـ. اشتهر عبد الله بين الصحابة بدعابته اللطيفة.

## نسبه
هو عبد الله بن حذافة بن قيس بن عدي بن سعد بن سهم ابن عمرو بن هصيص بن كعب بن لؤي بن غالب بن فهر بن مالك بن النضر بن كنانة بن خزيمة بن مدركة بن إلياس بن مضر بن نزار بن معد بن عدنان السهمي القرشي الكناني وأمه تميمة بنت حرثان من بني الحارث بن عبد مناة.

## سيرته

### رسالته إلى كسرى
في السنة السادسة للهجرة بعد عقد صلح الحديبية مع قريش عزم رسول الله محمد ﷺ أن يدعو ملوك وأمراء ذاك الزمان إلى دين الإسلام؛ فوقف وخطب بصحابته واختار منهم من يحمل رسائله، وكان اختيار النبي لسفرائه قائمًا على مواصفات معينة، اذ كانوا يتحلون بالعلم والفصاحة، والصبر والشجاعة، والحكمة وحسن التصرف، وحسن المظهر. وكان عبد الله بن حذافة ممن اختارهم النبي ليحمل رسالته إلى بلاد فارس حيث كان له دراية بهم ولغتهم، وكان أبي حذافة مضرب الأمثال في الشجاعة وثباته عند الشدائد. وجاء بالرسالة ما يلي:
| عبد الله بن حذافة السهمي | "بسم الله الرحمن الرحيم، من محمد رسول الله إلى كسرى عظيم فارس، سلام على من اتبع الهدى، وآمن بالله ورسوله، وشهد أن لا إله إلا الله وحده لا شريك له، وأن محمدا عبده ورسوله، وأدعوك بدعاية الله، فإني أنا رسول الله إلى الناس كافة، لينذر من كان حيا ويحق القول على الكافرين فأسلم تسلم، فإن أبيت فإن إثم المجوس عليك." | عبد الله بن حذافة السهمي |

فانطلق أبو حذافة راكبًا حصانه متجهًا إلى فارس وعند وصوله بعد حوالي شهر أخذ يسأل ويبحث عن القصر حتى وجده، وكان قصر كبير محاط بالجنود والأسوار، فاقترب من الحراس وأخبرهم أنه يحمل رسالة إلى الملك، فوصل الخبر إلى كسرى وأمر بتزيين الإيوان (مجلس لكبار القوم) ودعا عظماء الفرس ليكونوا في المجلس، وعند انتهائهم من تجهيزات الإستقبال سمحوا لأبي حذافة بالدخول.
دخل أبو حذافة قاعة المجلس مرفوع الرأس واثقًا في خطاه فنظر إليه كسرى نظرة احتقار فرآه مرتديًا عباءة قديمة ويظهر عليه بساطة أعراب البادية، فأشار إلى أحد جنوده أن يحمل الرسالة، إلا أن أبي حذافة أبى ذلك وأصر أن يسلمها للملك بيده، وعند تسليمها أمر كسرى أحد الكتبة الذين يجيدون العربية أن يقرأها له، وما إن سمع كسرى أن محمد قد بدأ بنفسه قبل إسمه غضب وأخذ يمزق الرسالة دون أن يعلم ما مضمونها، وأمر أبو حذافة بالخروج؛ فخرج وعاد إلى يثرب، وعندما عاد كسرى إلى رشده أمر جنوده بجلب أبي حذافة عنده فلم يجدوه، وعند وصول أبو حذافة عند النبي أخبره ما حدث معه من تمزيق كسرى للرسالة فقال النبي: «مزّق الله مُلكه».
كتب كسرى إلى نائبه في اليمن باذان رسالةً أن يبعث رجلين قويين إلى محمد وأن يحضراه إليه. فبعث باذان إلى النبي محمد رسالةً مع رجلين قويين يأمره بها أن يذهب معهما فورًا للقاء الملك كسرى، فعند وصول الرجلين عند النبي قال لهما «ارجعا إلى رحالكما اليوم وائتياني في الغد». وفي اليوم التالي جاء الرجلان عند النبي فقال لهما النبي أن كسرى قد مات على يد إبنه شيرويه فعادا الرجلين إلى باذان وأخبراه بما حصل. وبعد بضعة أيام وصلت رسالة إلى باذان أن شيرويه قد تولى الحكم فأعلن باذان إسلامه.

### أسره عند الروم
في السنة التاسعة عشر للهجرة بعث الخليفة عمر بن الخطاب جيشًا لمحاربة الروم لفتح بلاد الشام، وأثناء الحرب وقع أسرى من المسلمين في يد الروم وكان من بينهم عبد الله بن حذافة. كان لدى قيصر ملك الروم علمٌ بما يتحلى به المسلمون من استرخاص النفس في سبيل الله، فأمر جنوده بجلب الأسرى عنده؛ إذ أراد أن يختبرهم، وكان من ضمنهم أبو حذافة، فنظر إليه طويلاً ثم عرض عليه أمرين إما الموت وإما أن يتنصر ويُخلى عن سبيله، فاختار أبو حذافة الموت على أن يغير دينه فغضب الملك وأمر جنوده بصلب عبد الله ورميه بالرماح لإخافته وليرجع عن دينه، إلا أن أبي حذافة بثباته وإصراره أمر جنوده يتركوه، وأمرهم بجلب قدر عظيم صُبَّ فيه الزيت ورُفع على النار حتى غلي، ثم دعا بأسيرين من أسرى المسلمين وأمر بأحدهما أن يُلقى فيها فأُلقي، فإذا لحمه يتفتت وعظامه تطفو على السطح، ثم التفت قيصر إلى أبي حذافة وعرض عليه النصرانية مرة أخرة إلا أنه رفض فأمر قيصر جنوده أن يُلقوه في القدر.
وقف عبد الله ينظر إلى القدر وعيناه تدمعان، وعندما رآه قيصر على هذه الحال صرخ بجنوده أن يأتوه به لعله يكون قد جزع وخاف من الموت. إلا أن أبو حذافة قال: «واللهِ ما أبكاني إلا أني كنت أشتهي أن يكون لي بعدد ما في جسدي من شعرٍ أنفُسٌ فتُلقى كلُّها في هذه القدر في سبيل الله». فعجب قيصر من شجاعته وقال: «أتقبِّل رأسي وأُخلِّي سبيلك؟» فرد عليه: «عنّي وعن جميع الأسرى؟»
فوافق ثم دنا أبو حذافة منه وقبَّل رأسه، فأمر قيصر بإخلاء سبيل جميع أسرى المسلمين. وعندما عاد أبو حذافة مع الأسرى إلى المدينة المنورة سُرَّ الخليفة عمر بن الخطاب بلقائهم وعند علمه بالقصة قال: «حقٌ على كل مُسلم أن يُقبِّل رأس عبد الله بن حذافة، وأنا أبدأ».

## وفاته
توفي أبي حذافة في مصر عام 33هـ أثناء خلافة عثمان بن عفان.